# Solomys
Solomys é um género de roedor da família Muridae.

## Espécies
- Solomys ponceleti (Troughton, 1935)
- Solomys salamonis (Ramsay, 1883)
- Solomys salebrosus Troughton, 1936
- Solomys sapientis (Thomas, 1902)
- Solomys spriggsarum Flannery & Wickler, 1990